# John Surratt
John Harrison Surratt (Congress Heights, 13 aprile 1844 – Baltimora, 21 aprile 1916) è stato un agente segreto statunitense.
Durante la Guerra civile americana, partecipò al complotto organizzato da John Wilkes Booth per rapire Abraham Lincoln e fu sospettato di essere un suo complice nell'assassinio del sedicesimo Presidente degli Stati Uniti d'America. Riuscì a sfuggire all'arresto nascondendosi in Canada e in seguito in Europa. Nel dicembre del 1865 si arruolò nel Battaglione degli zuavi pontifici e fu rintracciato nel territorio pontino nell'aprile dell'anno seguente. Nel novembre del 1866, braccato dalle autorità americane, fu arrestato ad Alessandria d'Egitto. Rimpatriato fu processato e assolto. Sua madre, Mary Surratt, fu condannata per cospirazione insieme ad altri complici di Booth e nel luglio del 1865 fu impiccata.

## Biografia

### La famiglia
John Harrison Surratt, Jr. nacque nel 1844, da John Surratt Sr. e da Mary (Jenkins) Surratt, in quello che è oggi Congress Heights, un esteso quartiere residenziale nella parte Sud-est di Washington. La famiglia conduceva una locanda con annesso ufficio postale a Surrattsville (oggi Clinton) nel Maryland. Nel 1861, Surratt fu iscritto al St. Charles College, un seminario cattolico. L'anno seguente suo padre morì improvvisamente John Surratt lo sostituì per poco tempo. Le esigenze economiche della famiglia indussero la madre ad affittare la locanda e a trasferirsi a Washington dove cominciò a gestire una pensione in H Street. Mary aveva tre figli Isaac Douglas, Elizabeth Susanna (Anna) e John Jr. Durante la Guerra civile americana Isaac servì la Confederazione nel 33º Rgt. (Texas Cavalry), Anna restò al fianco della mamma, mentre John Jr. entrò nel servizio segreto confederato con il compito di corriere.

### Spia confederata
Nel 1862 o 1863 Surratt iniziò l'attività di corriere per conto del Confederate Secret Service Bureau (CSSB). Il suo compito consisteva nel trasportare dispacci in codice lungo la cosiddetta "secret line" che correva da Richmond, capitale della Confederazione, a Montreal passando per Washington e New York. Durante i loro movimenti i corrieri raccoglievano anche informazioni sulle truppe nemiche e scortavano altre spie. Surratt era un civile e pertanto, qualora fosse stato scoperto, sarebbe stato impiccato. Negli anni della Guerra civile la pensione di Mary Surratt era diventata un punto di riferimento ("safe house") per gli uomini del servizio segreto confederato che si infiltravano a Washington.

### L'incontro con John Wilkes Booth e la cospirazione
Nel dicembre del 1864 John Surratt fu presentato a John Wilkes Booth che stava organizzando una rete di cospiratori con il proposito di rapire il Presidente Lincoln per portarlo a Richmond e scambiarlo con migliaia di prigionieri sudisti. Surratt decise di partecipare al piano che scattò il 17 marzo 1865 ma che fallì poiché Lincoln cambiò all'ultimo momento il suo programma. Il 14 aprile 1865 John Wilkes Booth sparò a Lincoln al Ford's Theatre di Washington e le indagini portarono subito i detective sulle tracce degli altri cospiratori. Dodici giorni dopo, il 26 aprile il caso era quasi chiuso, Booth era stato ucciso in Virginia, altri otto sospettati (Lewis Powell, George Atzerodt, David Herold, Edmann Spangler, Samuel Arnold, Samuel Mudd, Michael O'Laughlin e Mary Surratt) furono imprigionati. Poche ore dopo l'attentato il nome di John Surratt fu subito collegato a quello dell'assassino e alcuni testimoni giurarono che il giovane corriere aveva partecipato all'attacco contro il Segretario di Stato William H. Seward.

### La fuga
In realtà Surratt a metà aprile era ad Elmira per compiere la sua ultima missione per conto della cellula canadese del Confederate Secret Service Bureau: spiare il principale campo di prigionieri confederati per raccogliere informazioni riguardo alla possibilità di organizzare un'evasione. L'operazione denotava tutta la velleità dell'apparato clandestino della Confederazione, Richmond era già caduta, il generale Robert Lee si era già arreso e la Guerra civile era agli atti finali. Saputo dell'attentato contro Lincoln e del coinvolgimento di Booth, John Surratt decise di fuggire in Canada dove rimase, nascosto da sacerdoti cattolici, fino a settembre. Quindi s'imbarcò per l'Europa e soggiornò per poche settimane a Liverpool, presso la Chiesa di S.Croce. I suoi spostamenti erano seguiti con attenzione dalla rete diplomatica dell'Unione. L'arrivo di Surratt a Liverpool fu segnalato difatti dal medico di bordo del piroscafo Peruvian che l'aveva portato in Europa al quale il presunto cospiratore aveva ingenuamente rivelato la propria identità. In Inghilterra Surratt riuscì comunque a far perdere le proprie tracce.

### Tra gli zuavi pontifici
Dopo poche settimane dall'arrivo in Europa, John Surratt decise di raggiungere Roma. Il suo viaggio avvenne probabilmente via Dieppe-Parigi-Marsiglia. Dal porto francese l'ultimo dei cospiratori s'imbarcò per Civitavecchia. Nel centro della cristianità egli trovò rifugio nel Venerable English College. 
L'11 dicembre 1865 Surratt si arruolò nel Battaglione degli zuavi pontifici, il corpo d'élite di papa Pio IX nato nel 1861 per difendere lo Stato pontificio e la persona del pontefice. Dopo un periodo di addestramento lo zuavo americano Giovanni Watson, alias Surratt, raggiunse la 3ª compagnia a Velletri, a sud di Roma, ai limiti delle paludi pontine. Nell'aprile del 1866 Surratt fu riconosciuto da uno zuavo canadese, Henri de St.Marie, che lo aveva conosciuto nel Maryland il quale informò il console americano a Roma Refus King del suo incontro e del fatto che il commilitone era stato trasferito a Sezze. Da aprile a novembre 1866 alcuni fattori favorirono ancora la libertà del fuggitivo. In primo luogo la lentezza delle comunicazioni tra Washington e Roma, ancora non era attivo il collegamento telegrafico transatlantico e pertanto un dispaccio impiegava circa tre settimane per giungere oltreoceano e altrettanto alla risposta per tornare. In secondo luogo la mancanza di un trattato di estradizione tra USA e Stato pontificio e la criticità dei rapporti tra i due Stati. Infine il livello davvero embrionale della cosiddetta "science of identification": bisognava essere sicuri che Giovanni Watson fosse John Surratt e l'unico modo per credere a Henri de St.Marie era quello di confrontare il volto del giovane con una sua foto. In agosto il console King di propria iniziativa ruppe gli indugi e informò il cardinale Giacomo Antonelli, Segretario di Stato di Pio IX, della presenza del ricercato nell'esercito pontificio. Il prelato garantì la disponibilità di Roma in un caso così particolare a venire incontro al governo di Washington. Nel frattempo Surratt era stato trasferito nel distaccamento di Trisulti vicino Veroli. 
Il 7 novembre le autorità pontificie decisero, senza preavvisare King, di arrestare il giovane fuggitivo che nel frattempo aveva scoperto tutto in un modo che avrebbe suscitato qualche sospetto: gli era stata mostrata da un trombettiere francese di nome St.Marie una lettera diretta a Henri de St.Marie che gli era stata consegnata per errore. Rinchiuso in un ex convento di Veroli che fungeva da caserma, Surratt l'indomani, mentre scortato da sei commilitoni stava per essere tradotto a Roma, riuscì a fuggire in modo "prodigioso".
Vestito ancora con la divisa da zuavo, senza passaporto e con l'intera guarnigione di Veroli alle calcagna, il fuggitivo passò nel Regno d'Italia a Sora, raggiunse Napoli dove fu arrestato e, ancora con uno stratagemma, dichiarandosi cittadino inglese, si fece liberare e s'imbarcò su una nave battente bandiera di Sua maestà diretta ad Alessandria d'Egitto. Era il 17 novembre 1866.

### L'arresto
La rete diplomatica americana nel Mediterraneo tracciò freneticamente gli spostamenti del ricercato che ormai era in trappola. All'ombra delle piramidi la corsa era finita, l'Impero Ottomano riconosceva la extraterritorialità agli Stati Uniti e pertanto John Surratt, dopo un periodo di quarantena, fu arrestato dal console Charles Hale. Per riportare a Washington l'ultimo dei cospiratori fu inviata in Egitto la nave Swatara. Il 21 dicembre Surratt fu imbarcato, a bordo c'era anche Henri de St.Marie che aveva il compito di identificarlo ma per le sue intemperanze fu fatto sbarcare in Francia. La Swatara giunse a Washington il 18 febbraio 1867.

### Il processo e gli anni seguenti
Il 10 giugno 1867 si aprì il processo contro l'ultimo cospiratore, il 10 agosto dello stesso anno la giuria popolare, non avendo trovato un accordo sul verdetto di colpevolezza, lo assolse.
Nel 1870, come uno degli ultimi membri sopravvissuti della cospirazione, Surratt iniziò un annunciato giro di conferenze pubbliche. John Surratt visse gli anni seguenti al processo da libero cittadino, svolse vari lavori, soprattutto da insegnante. Nel 1872 si sposò ed ebbe sette figli. Morì a Baltimora nel 1916.